# Oleg Pogudin
Oleg Pogudin (în rusă Олег Евгеньевич Погудин; n. 22 decembrie 1968, Leningrad, RSFS Rusă, URSS) este un cântăreț rus.